# 饗庭佑奈
饗庭 佑奈（あいば ゆうな、1993年 - ）は、ニッポン放送の報道記者。

## 来歴
岩手県盛岡市出身。岩手大学教育学部附属中学校、岩手県立盛岡第一高等学校、慶應義塾大学法学部に在学。高校2年時に、東日本大震災に被災する。
高校、大学時代を通して放送研究会に所属し、高校時代は、NHK杯全国高校放送コンテストアナウンス部門にて入選し、大学時代は、就職内定者向けポータルサイトのアナウンサーを担当しており、当時：早稲田大学政治経済学部に在学していた、現：関西テレビアナウンサーの服部優陽と番組を担当していた。
2017年3月、同大学卒業後の同年4月、ニッポン放送に入社。報道部に仮配属後、7月1日付人事にて、本配属。遊軍担当。

## 出演番組

### 現在
- 垣花正 あなたとハッピー!※ニュースリーダー（木曜日10時台） - 2017年10月
- 飯田浩司のOK! Cozy up!※取材報告 - 2018年4月27日、6月20日、29日

### 過去
- 東京都議会議員選挙開票速報～小池対自民勝つのはどっちだ?～※千代田区選挙区リポーター - 2017年7月2日